# Wereldkampioenschap zijspancross
Het Wereldkampioenschap zijspancross wordt sinds 1980 jaarlijks georganiseerd door de Fédération Internationale de Motocyclisme (FIM).
Het kampioenschap verving het Europees kampioenschap dat van 1975-1979 werd georganiseerd en dat op zijn beurt de FIM Cup verving waarom van 1971-1974 werd gestreden. De deelnemers aan het wereldkampioenschap zijn voornamelijk amateurs, met slechts een paar topsporters (professionals) als Daniël Willemsen en de Belgische neven Jan en Joris Hendrickx.

## Geschiedenis
De geschiedenis van de internationale wedstrijd begon met de FIM Cup in 1971, een soort van officieus Europees kampioenschap, georganiseerd door de FIM. De allereerste race werd gehouden op 25 april 1971 in Pernes-les-Fontaines, Frankrijk. Vanaf 1975 werd de wedstrijd officieel het Europees kampioenschap genoemd. Vanaf het seizoen van 1980, droeg het de titel World Championship, hoewel in de praktijk vrijwel alle bestuurders en passagiers van Europese afkomst waren, met uitzondering van een klein aantal racers uit Australië en de Verenigde Staten. Ook werden alle wedstrijden tot nu toe gehouden op het Europese continent. Door de verschijning van enkele sterke Letse racers zijn de afgelopen tijd enkele races gehouden in de Baltische regio.

## Kampioenen
Het recordaantal kampioenschappen staat op naam van Daniël Willemsen met tien titels. Hij behaalde dit aantal met vijf verschillende bakkenisten. De meest succesvolle combinatie is Kristers Sergis en Artis Rasmanis uit Letland met vijf titels tezamen. De twee misten net aan een zesde titel, toen ze in 1999 met één punt achter Daniël Willemsen eindigden in de eindstand.
De bakkenist is cursief weergegeven.
| FIM Cup |                                 |             |
| Jaar    | Kampioen                        | Land        |
| 1971    | Rikus Lubbers / Bart Notten     | Nederland   |
| 1972    | Robert Grogg / Gerhard Martinez | Zwitserland |
| 1973    | Lorenz Haller / Samuel Haller   | Zwitserland |
| 1974    | Robert Grogg / Andreas Grabner  | Zwitserland |

| Europees kampioenschap |                                     |             |
| Jaar                   | Kampioen                            | Land        |
| 1975                   | Ton van Heugten / Dick Steenbergen  | Nederland   |
| 1976                   | Robert Grogg / Andreas Hüsser       | Zwitserland |
| 1977                   | Robert Grogg / Andreas Hüsser       | Zwitserland |
| 1978                   | Robert Grogg / Andreas Hüsser       | Zwitserland |
| 1979                   | Emil Bollhalder / Roland Bollhalder | Zwitserland |

| Wereldkampioenschap |                                                        |                         |
| Jaar                | Kampioen                                               | Land                    |
| 1980                | Reinhard Böhler / Siegfried Müller                     | Duitsland               |
| 1981                | Ton van Heugten / Frits Kiggen                         | Nederland               |
| 1982                | Emil Bollhalder / Karl Büsser                          | Zwitserland             |
| 1983                | Emil Bollhalder / Karl Büsser                          | Zwitserland             |
| 1984                | Hansi Bächtold / Fritz Fuß                             | Zwitserland             |
| 1985                | Hansi Bächtold / Fritz Fuß                             | Zwitserland             |
| 1986                | Hansi Bächtold / Fritz Fuß                             | Zwitserland             |
| 1987                | Hansi Bächtold / Fritz Fuß                             | Zwitserland             |
| 1988                | Christoph Hüsser / Andreas Hüsser                      | Zwitserland             |
| 1989                | Christoph Hüsser / Andreas Hüsser                      | Zwitserland             |
| 1990                | Benny Janssen / Frans Geurts van Kessel (Tiny Janssen) | Nederland               |
| 1991                | Eimbert Timmermans / Eric Verhagen                     | Nederland               |
| 1992                | Eimbert Timmermans / Eric Verhagen                     | Nederland               |
| 1993                | Andreas Fuhrer / Adrian Käser                          | Zwitserland             |
| 1994                | Andreas Fuhrer / Adrian Käser                          | Zwitserland             |
| 1995                | Andreas Fuhrer / Adrian Käser                          | Zwitserland             |
| 1996                | Andreas Fuhrer / Adrian Käser                          | Zwitserland             |
| 1997                | Kristers Sergis / Artis Rasmanis                       | Letland                 |
| 1998                | Kristers Sergis / Artis Rasmanis                       | Letland                 |
| 1999                | Daniël Willemsen / Marcel Willemsen                    | Nederland               |
| 2000                | Kristers Sergis / Artis Rasmanis                       | Letland                 |
| 2001                | Kristers Sergis / Artis Rasmanis                       | Letland                 |
| 2002                | Kristers Sergis / Artis Rasmanis                       | Letland                 |
| 2003                | Daniël Willemsen / Kaspars Stupelis                    | Nederland / Letland     |
| 2004                | Daniël Willemsen / Kaspars Stupelis                    | Nederland / Letland     |
| 2005                | Daniël Willemsen / Sven Verbrugge                      | Nederland / België      |
| 2006                | Daniël Willemsen / Sven Verbrugge                      | Nederland / België      |
| 2007                | Daniël Willemsen / Reto Grütter                        | Nederland / Zwitserland |
| 2008                | Daniël Willemsen / Reto Grütter                        | Nederland / Zwitserland |
| 2009                | Joris Hendrickx / Kaspars Liepins                      | België / Letland        |
| 2010                | Daniël Willemsen / Gertie Eggink                       | Nederland               |
| 2011                | Daniël Willemsen / Sven Verbrugge                      | Nederland / België      |
| 2012                | Daniël Willemsen / Kenny van Gaalen                    | Nederland               |
| 2013                | Ben Adriaenssen / Ben van de Bogaart                   | België / Nederland      |
| 2014                | Ben Adriaenssen / Ben van de Bogaart                   | België / Nederland      |
| 2015                | Etienne Bax / Kaspars Stupelis                         | Nederland / Letland     |
| 2016                | Jan Hendrickx / Ben van den Bogaart                    | België / Nederland      |
| 2017                | Etienne Bax / Nicolas Musset                           | Nederland / Frankrijk   |
| 2018                | Marvin Vanluchene / Ben van den Bogaart                | België / Nederland      |
| 2019                | Etienne Bax / Kaspars Stupelis                         | Nederland / Letland     |
| 2020                | afgelast wegens coronapandemie                         |                         |
| 2021                | Etienne Bax / Nicolas Musset                           | Nederland / Frankrijk   |
| 2022                | Etienne Bax / Ondrej Cermak                            | Nederland / Tsjechië    |
| 2023                | Marvin Vanluchene / Nicolas Musset                     | België / Frankrijk      |
| 2024                | Marvin Vanluchene / Glenn Janssens                     | België / België         |